# 詐欺師 (テレビドラマ)
『詐欺師』（さぎし）は、NHK総合テレビジョンにて1980年4月6日から同年4月27日まで全4回に渡り「ドラマ人間模様」で放送されたテレビドラマである。タモリが初主演のテレビドラマである。

## 概要
1979年に『テレビファソラシド』でNHKレギュラー初出演で初メインとなった、タモリは翌年に同局のテレビドラマ初主演作となった。
タモリと大谷直子のキスシーンあり。
主演のタモリは、テレビ番組出演時に必ずサングラス（初期の一時期は眼帯）をかけていたが、このテレビドラマは唯一、サングラスをかけずに出演した。
後に『森田一義アワー 笑っていいとも!』（2014年2月28日放送分)のコーナー・テレフォンショッキングにて、ゲストの宮沢りえが横領する銀行員を演じる映画が話題になった折、このドラマを述懐している。

## あらすじ
ある銀行の金銭を次々と会社社長に貢ぎ込み、約2億円ものお金を横領した1人の女性行員。実は会社社長は「詐欺師」であった。「銀行を相手に大掛かりな詐欺を企む詐欺師の姿を通して、現代社会の断面を乾いたタッチで切り取った作品である。

## 出演者
- タモリ
- ハナ肇
- 大谷直子
- 東野英心
- 勝部演之
- 渡辺とく子
- 奈美悦子
- 角野卓造
- 小野進也

ほか

## スタッフ
- 脚本 - 中島丈博
- 原作 - 佐木隆三
- 演出 - 佐藤満寿哉、橘高幸三
- 制作協力 - 田辺エージェンシー
- 制作著作 - NHK